# Église Notre-Dame du Sacré-Cœur d'Anderlecht
L’église Notre-Dame du Sacré-Cœur (en néerlandais : Onze-Lieve-Vrouw van het Heilig Hartkerk) est un édifice religieux orthodoxe sis au 67 avenue Norbert Gille, à Anderlecht (Bruxelles).  Construite en 1935 comme lieu de culte catholique, l’église fut confiée à l’Église orthodoxe roumaine d’Europe occidentale et méridionale qui y a établi une paroisse.

## Description
Construite sans clocher en 1935 et de dimension modeste, l’église est de style Art déco. Au dessus de la porte d’entrée un relief stylisé illustre la Vierge-Marie présentant l’Enfant-Jésus – tous deux de face – déjà marqué du cœur souffrant pour le monde (Sacré-Cœur).  
L’intérieur de l’église est sobre. L’ensemble architectural est dominé par la voûte parabolique au-dessus du sanctuaire. Une monumentale horloge de clocher y a trouvé sa place.  
N’étant plus considérée comme nécessaire au culte catholique, l’église fut confiée à l’Église orthodoxe roumaine qui y a établi une paroisse placée sous la protection de saint Grégoire Palamas. L’église est également appelée "De la Présentation au Temple de la Mère de Dieu". 

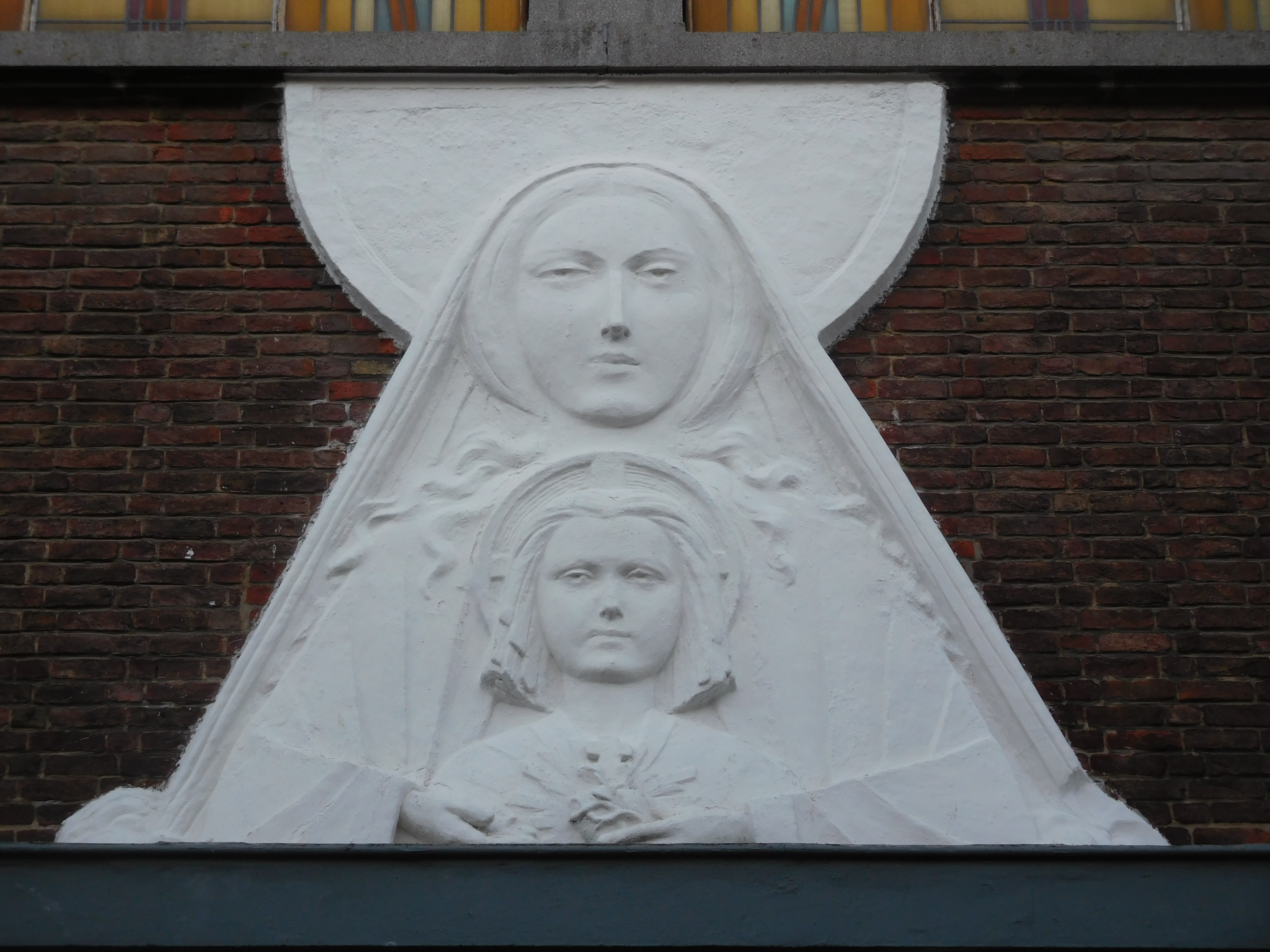
Relief de Marie et l'Enfant Jésus sur le tympan de la porte.